# Devil Inside (chanson d'INXS)
Pour les articles homonymes, voir Devil Inside.
Singles de INXS
Need You Tonight
(1987) New Sensation
(1988)
Devil Inside est une chanson du groupe rock australien INXS figurant sur l'album Kick dont elle est le deuxième extrait en single en février 1988. La version single est plus courte que celle de l'album (3:55 au lieu de 5:11).
Après la première place du précédent single, Need You Tonight, aux États-Unis, Devil Inside se classe 2e, confirmant le succès du groupe dans ce pays. Le titre est également un succès au Canada, en Océanie et en Europe.
Le clip a été réalisé par Joel Schumacher.

## Liste des titres
- 45 tours
  1. Devil Inside - 3:55
  2. On the Rocks (Kirk Pengilly) - 3:05

- Maxi 45 tours
  1. Devil Inside (Remix-Version) - 6:36
  2. Devil Inside (7" Version) - 5:11
  3. On The Rocks - 3:05

- CD Maxi
  1. Devil Inside (Remix-Version) - 6:36
  2. Devil Inside (7" Version) - 5:11
  3. On The Rocks - 3:05
  4. What You Need (Michael Hutchence/Andrew Farriss) - 3:34

## Classements hebdomadaires
| Classement (1988)                      | Meilleure position |
| -------------------------------------- | ------------------ |
| Allemagne (GfK Entertainment)          | 33                 |
| Australie (ARIA)                       | 6                  |
| Belgique (Flandre Ultratop 50 Singles) | 26                 |
| Canada (100 Singles)                   | 3                  |
| États-Unis (Billboard Hot 100)         | 2                  |
| France (SNEP)                          | 20                 |
| Irlande (IRMA)                         | 25                 |
| Nouvelle-Zélande (RMNZ)                | 2                  |
| Pays-Bas (Single Top 100)              | 41                 |
| Royaume-Uni (UK Singles Chart)         | 47                 |

## Reprises
La chanson a été reprise par The Electric Hellfire Club en 2000 et par le groupe Powerman 5000 en 2011 sur l'album Copies, Clones & Replicants.